# Pocysterskie opactwo w Krzeszowie
Pocysterskie opactwo w Krzeszowie (łac. Claustrum Cressowe) – jeden z najważniejszych zabytków sakralnych w Polsce. Stanowi go wyjątkowy monumentalny kompleks klasztorny o najwyższej światowej klasie. Opactwo, nazywane „europejską perłą baroku”, przynależy do diecezji legnickiej i było wcześniej zamieszkane przez benedyktynów i cystersów. Znajduje się w Krzeszowie, w województwie dolnośląskim. W 2004 r. zostało uznane za Pomnik Historii. Jest kandydatem do wpisania na listę Światowego Dziedzictwa UNESCO.

## Historia

### Benedyktyni (1242–1289)

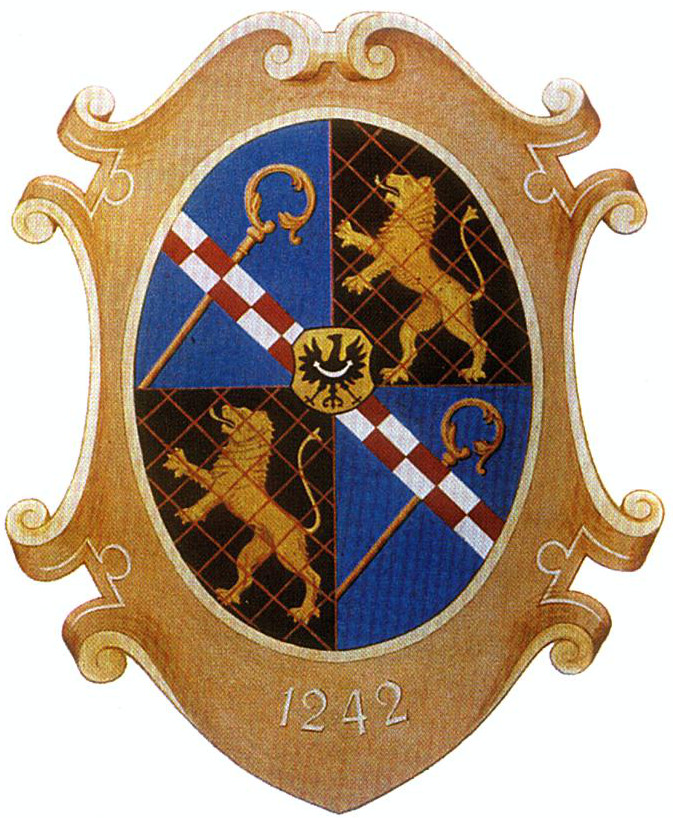
Herb opactwa

W 1242 r. Anna Przemyślidka, wdowa po Henryku II Pobożnym, wypełniając wolę swego męża, sprowadziła do Krzeszowa czeskich benedyktynów z Opatowic nad Łabą. Księżna nadała zakonnikom rozległe tereny leśne, zapisane w akcie lokacyjnym z 8 maja tego roku pod nazwą Cresovbor (Cressebor).
W 1249 r. fundacja została oficjalnie potwierdzona przez papieża Innocentego IV. Mnisi otrzymali teren, który mogli wykarczować, aby zbudować na nim konwent. Drewniane zabudowania klasztorne wzniesiono na niewielkim wzgórzu w dzisiejszym Krzeszówku. Na patrona opactwa obrano św. Wawrzyńca. W 1256 r. Bolesław Rogatka, syn księżnej, wyposażył opactwo w 200 łanów frankońskich, czyli w około 5 tys. hektarów ziem. 31 grudnia 1287 r. Bolko I Surowy podarował zakonnikom, jako ofiarę za zbawienie swojej duszy i żony Beatrycze, trzy wsie: Błażejów, Zdoňov i Olszyny.
Z nieznanych przyczyn benedyktyni opuścili to miejsce w 1289 r., prawdopodobnie z powodu zbyt powolnego rozwoju gospodarczego, co mogło wynikać z ich opieszałości w zagospodarowywaniu ziem. 29 czerwca 1289 r. opat sprzedał wszystkie posiadłości w Cressowe Bolkowi, wnukowi Anny Przemyślidki. Książę wykupił te ziemie od opata Tschasca z Opatowic za sumę 240 marek (około 120 kg. czystego srebra), co może sugerować, że był niezadowolony z tempa ich zagospodarowania. Niewykluczone, że do ich rezygnacji przyczyniły się także względy polityczne oraz brak możliwości podniesienia prepozytury do rangi samodzielnego opactwa.

### Cystersi (1292–1810)

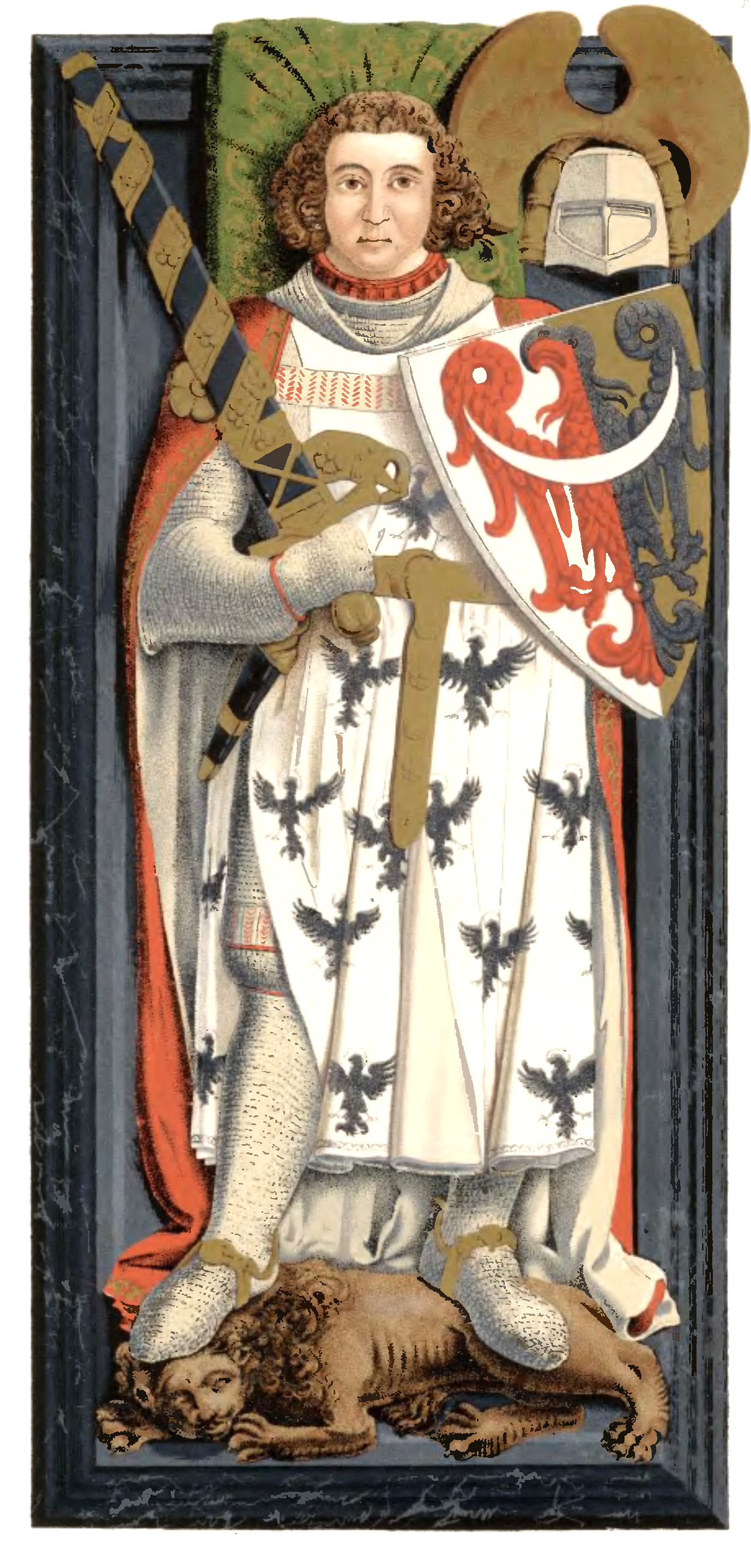
Bolko I Surowy

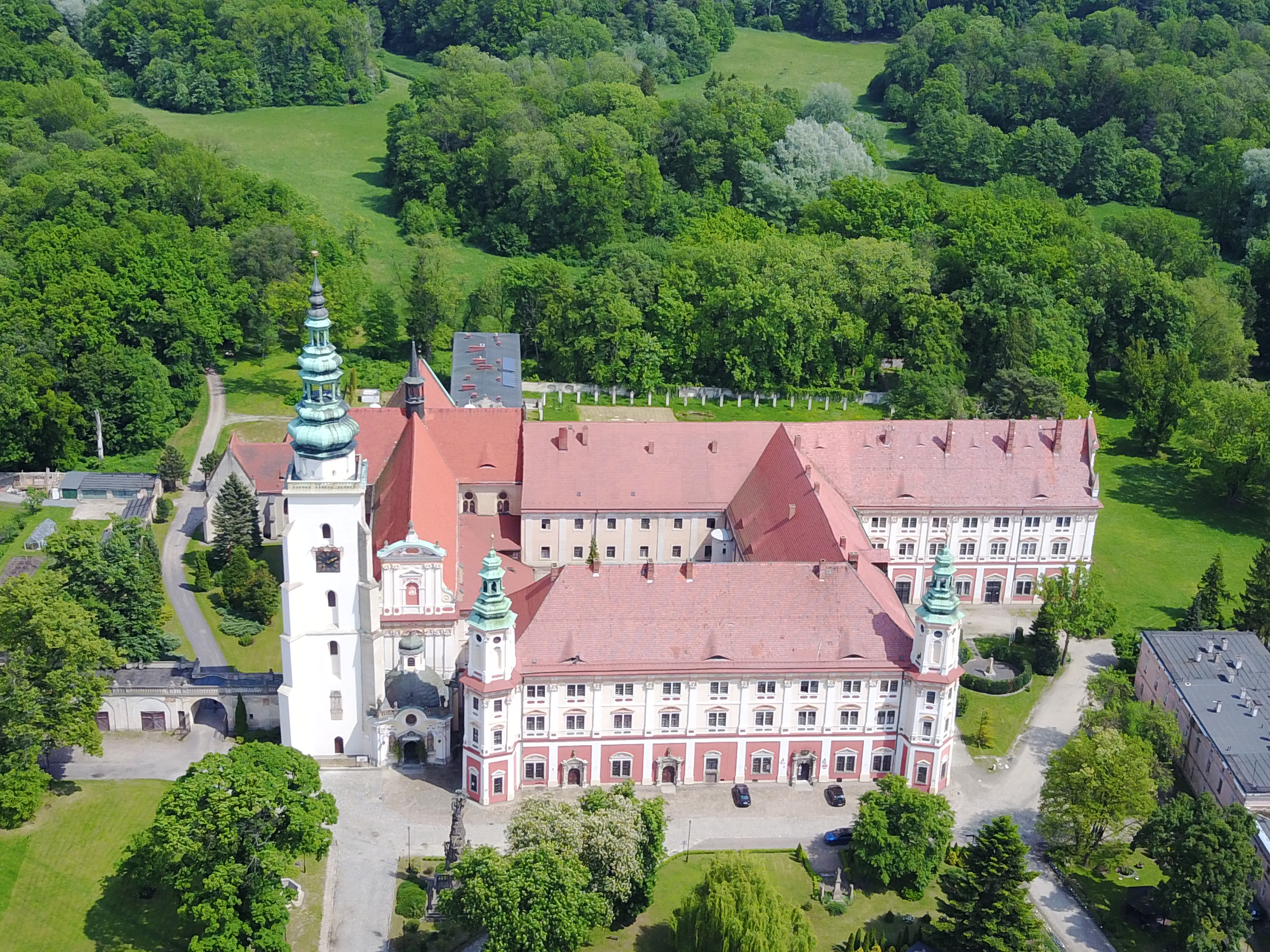
Opactwo w Henrykowie

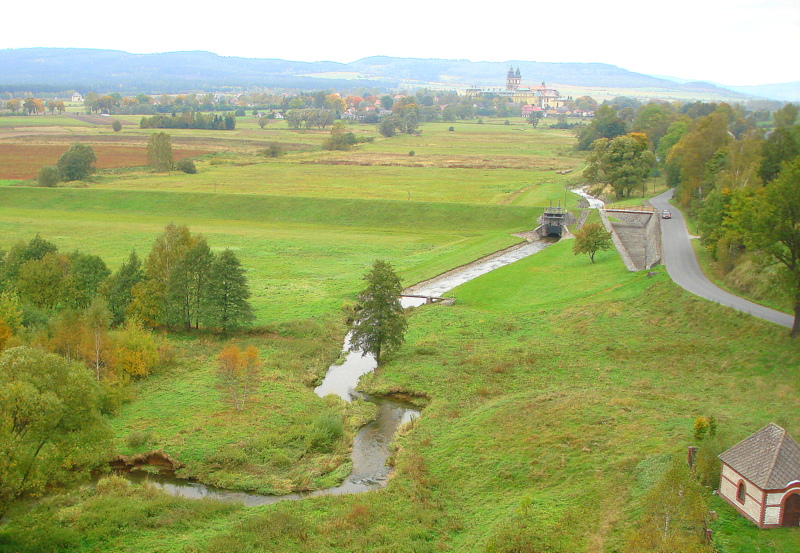
Zadrna

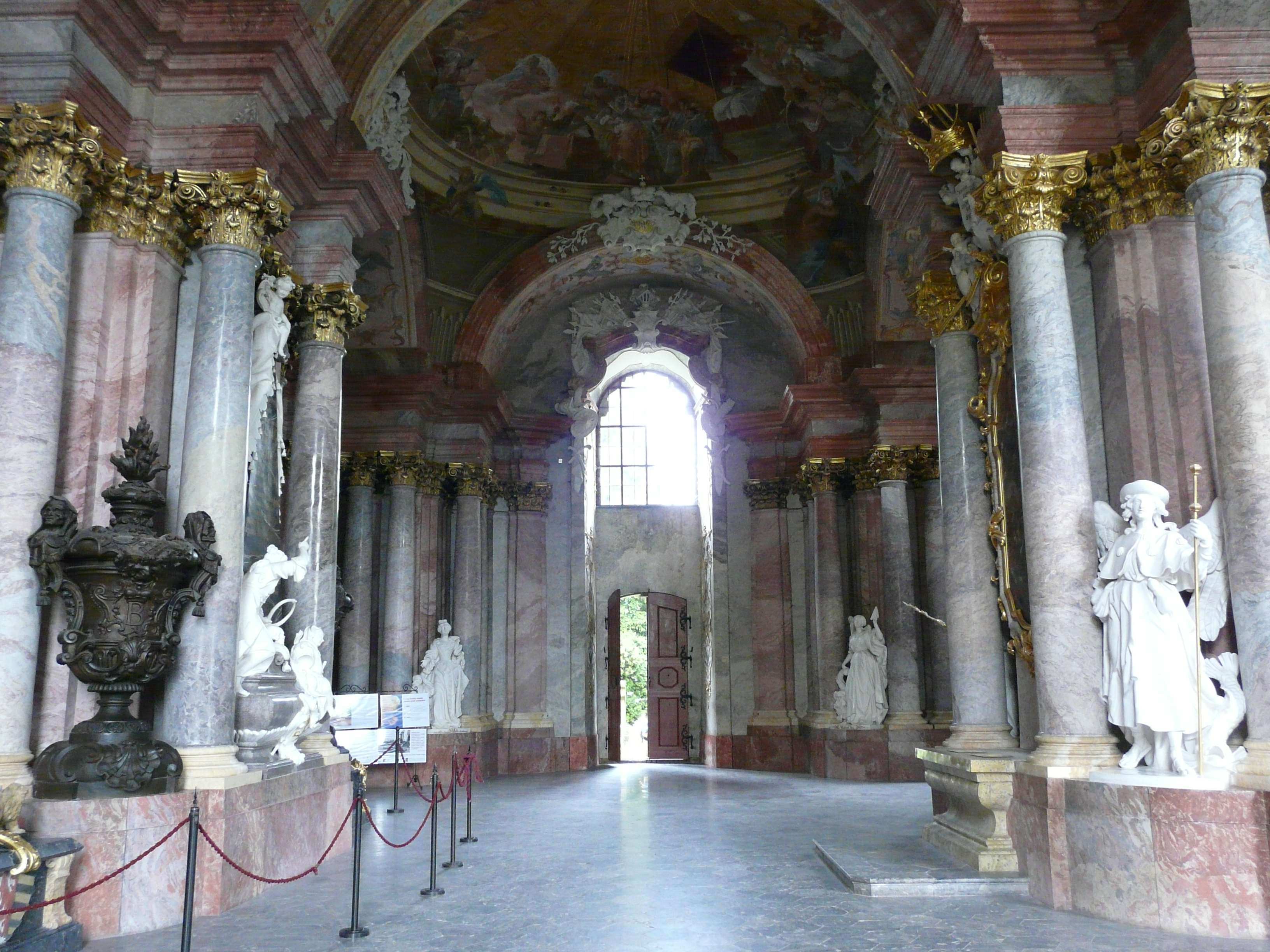
Mauzoleum

Książę Bolko, chcąc podtrzymać tradycję religijną tych ziem, sprowadził do Krzeszowa cystersów z opactwa w Henrykowie, gdzie sam odebrał wychowanie, wykształcenie oraz formację religijną. Uczynił to za zgodą Kapituły Generalnej Cystersów w Citeaux oraz opata henrykowskiego, Fryderyka. 9 sierpnia 1292 r. do Krzeszowa przybyło dwunastu mnichów na czele z pierwszym opatem Teodorykiem.
Miesiąc później, 7 i 8 września 1292 r., spisano dokument fundacyjny klasztoru, który otrzymał wezwanie Gratia Sanctae Mariae (Łaska Najświętszej Maryi). Tego samego dnia biskup wrocławski Jan Romka dokonał konsekracji kościoła wraz z ołtarzem głównym. Książę przekazał cystersom liczne miejscowości, m.in. Błażkowę, Gorzeszów, Czadrów, Jawiszów, Lipienicę, Dobromyśl, Kochanów, Okrzeszyn oraz miasto Lubawkę.
Nadał im także przywileje wykonywania wszystkich rzemiosł w obrębie zabudowy klasztornej oraz prawo sprzedaży wyrobów rzemieślniczych w swoich posiadłościach i na obszarze księstwa świdnickiego. Ponadto przekazał im winnice i chmielniki w okolicach Bolkowa i Lwówka Śląskiego, a także ławy mięsne w Bolkowie, Jaworze, Kamiennej Górze i Strzegomiu.
W późniejszym czasie, cystersi przenieśli się na nowe miejsce, zwane Gressebor, oddalone o 2 km od Krzeszówka. Translokacja klasztoru z Krzeszówka do Krzeszowa była najprawdopodobniej podyktowana koniecznością wykorzystania wartko płynącej strugi Zadrna. W jej szerokiej dolinie powstały dogodne warunki do wzniesienia opactwa związanego z folwarkiem, w którym bieżąca woda odgrywała kluczową rolę. Styl życia cystersów, ściśle związany z pracą na roli oraz gospodarowaniem zasobami wodnymi, przesądził o przeniesieniu klasztoru na nowe miejsce w Krzeszowie.
Fundacja krzeszowska Bolka I miała na celu nie tylko rozwój kultu religijnego, ale również wzmocnienie granic jego księstwa oraz zagospodarowanie terenów leśnych. Cystersi, którzy wcześniej zostali sprawdzeni w innych częściach Śląska, byli idealnymi kandydatami do realizacji tych celów. Zgodnie z regułą zakonną, nakładającą obowiązek pracy na roli, cystersi skutecznie prowadzili działalność rolniczą i zarządzali ziemią, co było niezbędne do realizacji założeń fundacyjnych. Ich obecność w Krzeszowie przyczyniła się do zagospodarowania ziemi i umocnienia struktury administracyjnej i obronnej księstwa Bolka I Surowego.
Z dostępnych publikacji książkowych można dowiedzieć się, czym opactwo się zajmowało i jakie prace wykonywano:

Cystersi z właściwą sobie przedsiębiorczością przystąpili do zagospodarowywania posiadłości. Rozległe obszary leśne zamieniali w pola uprawne przy pomocy osadników sprowadzanych głównie z Niemiec. W realizacji celów gospodarczych nie wahali się odstępować od reguły zakonnej. Zajmowali się hodowlą bydła, owiec i ryb. Uprawiali zboża, winną latorośl, chmiel. Zakładali browary, gorzelnie, młyny. Handlowali piwem, suknem, płótnem, zbożem, bydłem i wyrobami rzemieślniczymi. Dzięki tak różnorodnym zajęciom podnosił się poziom gospodarki klasztornej i rosła potęga materialna opactwa.

oraz:

Uprawiano stale ze zbóż pszenicę, jęczmień, owies i żyto, nadto groch i fasolę. Sady owocowe były w siedmiu wioskach położonych między Świdnicą a Strzegomiem, gdzie warunku klimatyczne były bardziej sprzyjające, niż w wietrznym Krzeszowie. Wiele stawów rybnych było szczególnie wokół Krzeszowa. Liczne były stada owiec, liczące do tysiąca sztuk; starali się cystersi o hodowanie ras dających dobrą wełnę. Dobrze funkcjonowało w wioskach klasztornych tkactwo. Umiejętnie gospodarowali cystersi lasami, zarówno drzewem opałowym, jak i budowlanym. W majątkach klasztornych było około 20 młynów. Klasztor cieszył się od początku z przywileju Bolka I, prawem utrzymywania własnych rzemieślników: piekarzy, kowali, tkaczy, krawców i szewców, pracujących też w większych wsiach klasztornych. Próbowano nawet wydobywania węgla kamiennego w Opawie i Przedwojowie, ale zaniechano tego z racji wysokich kosztów wydobycia.

Opactwo w Krzeszowie od początku pełniło funkcje religijne i polityczne, a zarazem stało się miejscem pochówku jego fundatorów oraz nekropolią władców księstwa świdnicko-jaworskiego. Książęta, którzy wspierali rozwój klasztoru poprzez liczne nadania i darowizny, znaleźli tu swój wieczny odpoczynek. Spoczęli tu m.in. Bolko I Surowy, jego przedwcześnie zmarły syn Bolko, Henryk I jaworski, Henryk II świdnicki, Bernard Stały oraz Bolko II Mały. 9 listopada 1301 r. w prezbiterium kościoła spoczął fundator opactwa, Bolko I Surowy, czyniąc Krzeszów miejscem pochówku książąt świdnicko-jaworskich. W ok. 1350 r. w kościele umieszczono jego sarkofag, podkreślając znaczenie opactwa jako centrum dynastycznej pamięci Piastów świdnickich.
Cystersi krzeszowscy odegrali istotną rolę w rozwoju kultury duchowej, tworząc cenne archiwum oraz bibliotekę, które były bogate w rękopisy i ważne dzieła. W XV wieku wielu mnichów wyjeżdżało na studia, między innymi do Akademii Krakowskiej, a w XVI wieku – do Lipska. Ważną część annalistyki (roczników) oraz kronikarstwa śląskiego stanowią dwa roczniki krzeszowskie: „Rocznik krzeszowski większy” obejmujący lata 1230–1306 oraz „Rocznik krzeszowski mniejszy” z lat 1292–1312. Z tych źródeł dowiadujemy się o szczegółowym datowaniu ważnych wydarzeń związanych z historią klasztoru.
W 1318 r. papież Jan XXII potwierdził dotychczasowe przywileje krzeszowskich cystersów.
Z chwilą wygaśnięcia rodu Piastów świdnicko-jaworskich (Bolko II Mały zm. 1368, jego żona Agnieszka zm. 1392) rozpoczął się okres dekadencji dla opactwa krzeszowskiego. Klasztor podzielił losy księstwa, które od 1392 r. znalazło się pod władzą królów czeskich.
W 1403 r. rycerz Gotsche Schof, pan na Chojniku, sprowadził do Cieplic grupę mnichów krzeszowskich, nadając im bogate uposażenie oraz jedno z dwóch znanych wówczas źródeł ciepłej wody, które odtąd nazywano „klasztornym”. Cystersi założyli tam filię klasztoru i probostwo, obejmując patronat nad miejscowym kościołem. Uzyskane źródło wykorzystali do rozwoju uzdrowiska, które z czasem zaczęło konkurować ze zdrojem należącym do Schaffgotschów.

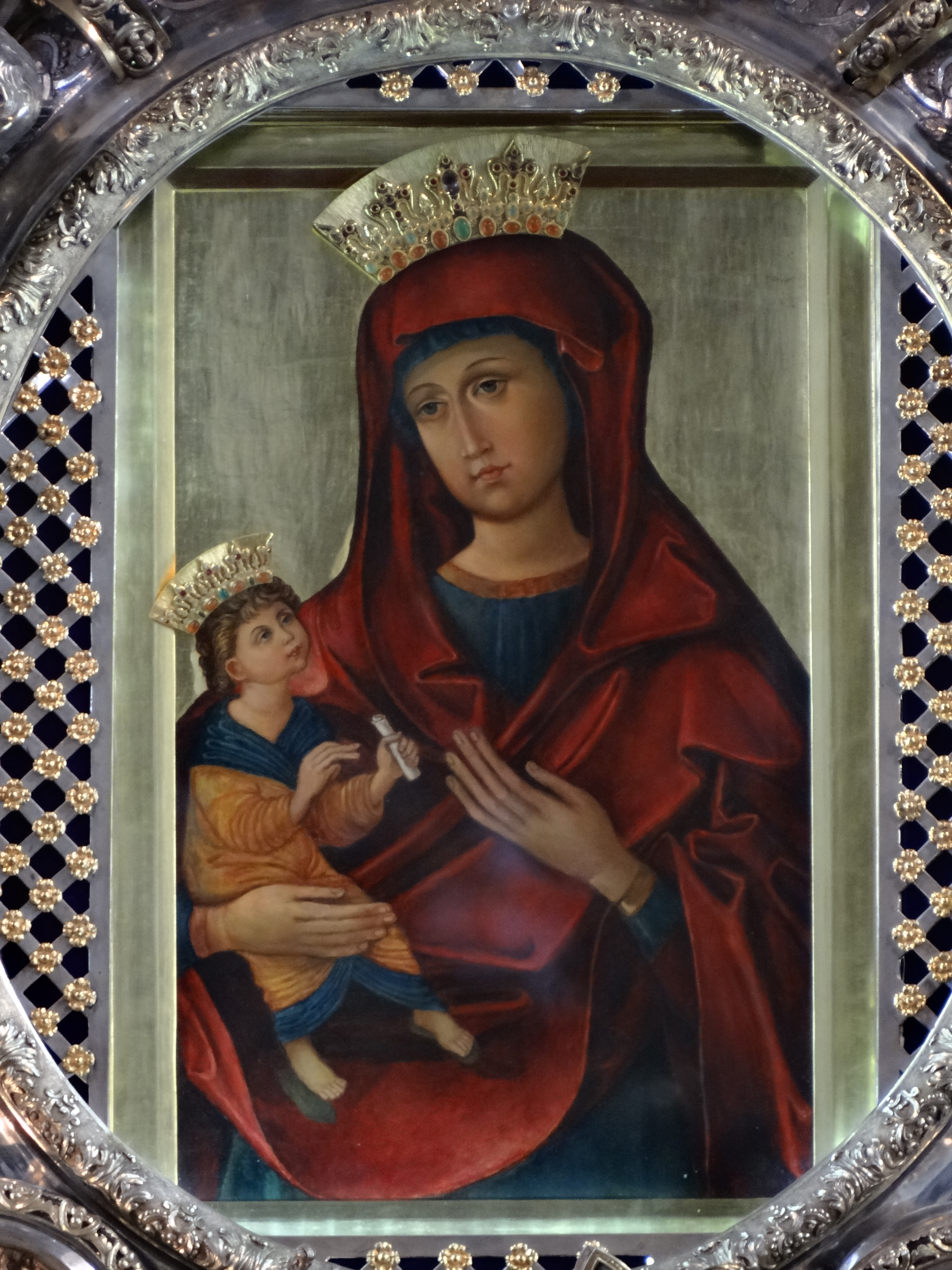
Ikona Matki Bożej Łaskawej

Pomyślny rozwój prepozytury krzeszowskiej został brutalnie przerwany przez wojny husyckie. W 1426 r. najeźdźcy spustoszyli opactwo, podpalając zarówno klasztor, jak i kościół. W trakcie tego najazdu ukryto pod posadzką zakrystii ikonę Matki Bożej z ołtarza głównego, uznawaną za cudowną. Ikona ta przetrwała w ukryciu prawie 200 lat, aż do rozbudowy świątyni. Została odnaleziona 18 grudnia 1622 r. w skrzyni pod podłogą zakrystii.
W 1431 r. zakończyły się walki z husytami i zakonnicy mogli wrócić i odbudować klasztor oraz kościół. Jednak w drugiej połowie XV w. w okolicy toczyły się potyczki o tron czeski między oddziałami króla Czech Jerzego z Podiebradów a królem Węgier Maciejem Korwinem, które przyniosły kolejne straty i pożary. W tym czasie zakon odbudowywał swoją siedzibę i kościół, a także przywracał funkcjonowanie swoim majątkom. Prace przy odbudowie kościoła zakończono w 1454 r. W tym samym czasie dokonano jego konsekracji wraz z ołtarzami oraz poświęcono odnowiony klasztor, obejmujący kapitularz, refektarz, dormitorium, krużganki i cmentarz przykościelny.
Wystąpienie Marcina Lutra w 1517 r. zapoczątkowało reformację, której idee szybko dotarły na Śląsk. Wstrząsnęła ona pozycją konwentu krzeszowskiego, prowadząc do znacznego spadku liczby mnichów – podczas gdy w 1520 r. wspólnota liczyła jeszcze 60 członków, to w 1600 r. było ich już tylko 12. Narastający kryzys znalazł dramatyczny wyraz w samobójczej śmierci opata Mikołaja w 1576 r. Wśród poddanych klasztornych dochodziło do coraz częstszych napięć i aktów niepokojów na tle religijnym.
W 1616 r. dokonano profanacji krucyfiksu w Wierzbnej. W następnym roku przeniesiono go do Krzeszowa. W 1620 r. mieszkańcy Chełmska Śląskiego, należącego do dóbr krzeszowskich, zamordowali opata Marcina Clavei.
1547 r. papież Paweł III nadał opatom krzeszowskim przywilej noszenia infuły i insygniów biskupich, co znacznie podniosło rangę miejsca. W 1459 r. w obawie przed sekularyzacją opat Michał II wraz z innymi przełożonymi klasztorów śląskich złożył hołd królowi Jerzemu z Podiebradów, mimo to w 1463 r. klasztor został przez wojska najechany i zdewastowany. W 1574 r. przypadł opactwu zaszczyt powitania na granicy Śląska w Lubawce przybywającego do Polski Henryka Walezego.
Wojska walczących stron w wojnie trzydziestoletniej (1618–1648) wielokrotnie pustoszyły opactwo i jego majątki. W 1632 r. zostało ono najechane i splądrowane przez wojska sasko-brandenburskie. Następnie, 4 czerwca 1633 r., Szwedzi podpalili zabudowania, niszcząc bibliotekę liczącą około tysiąca tomów i doszczętnie spalili kościół. Z pożaru ocalał kościół św. Andrzeja, wnętrza kościoła klasztornego i młyn. W 1634 r. wybuchła epidemia, która jeszcze bardziej pogorszyła sytuację opactwa.
Przed najazdami husytów i reformacją klasztor w Krzeszowie był odwiedzany przez liczne pielgrzymki. W czasie walk religijnych ruch pielgrzymkowy niemal zamarł, ale po wojnie trzydziestoletniej, dzięki zdecydowanej postawie Habsburgów, opartej na duchu katolickim, życie religijne w Krzeszowie zaczęło się odradzać. Po wojnie rozpoczęła się akcja kontrreformacyjna, w której opactwo odegrało kluczową rolę. Jego aktywność wyrażała się przede wszystkim w rozwinięciu ruchu pątniczego oraz budowie nowych obiektów sakralnych.

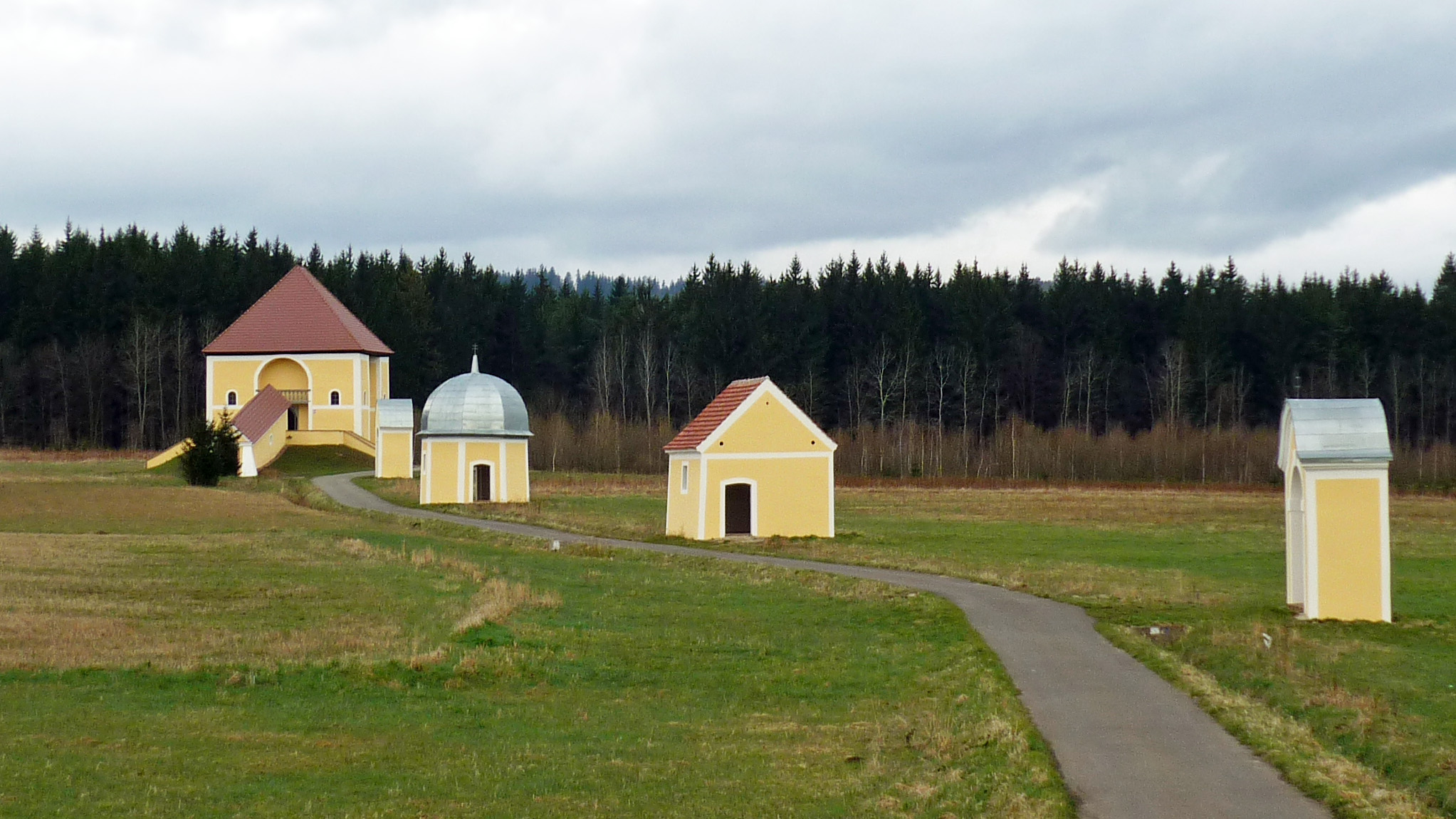
Kalwaria krzeszowska

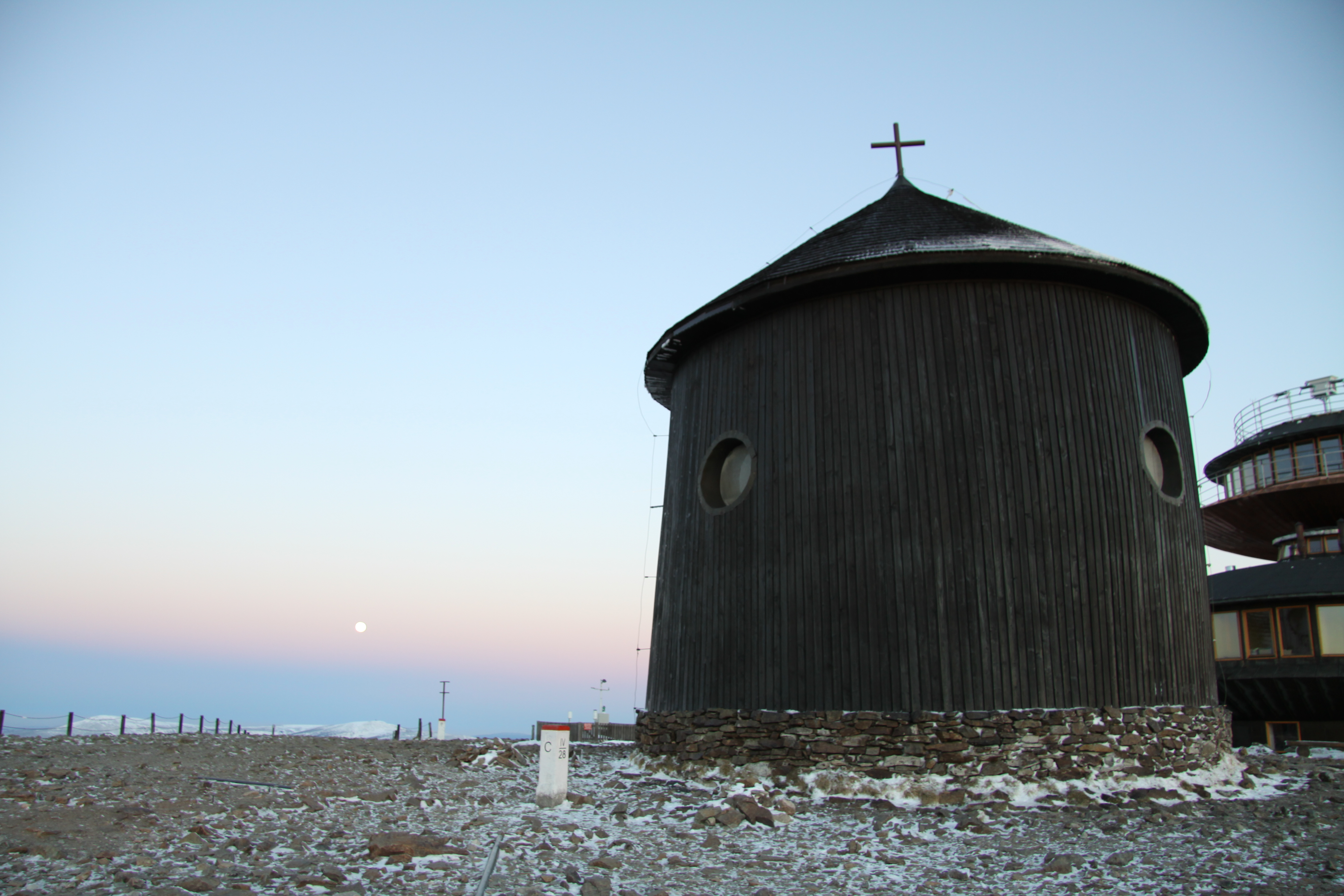
Kaplica św. Wawrzyńca na Śnieżce

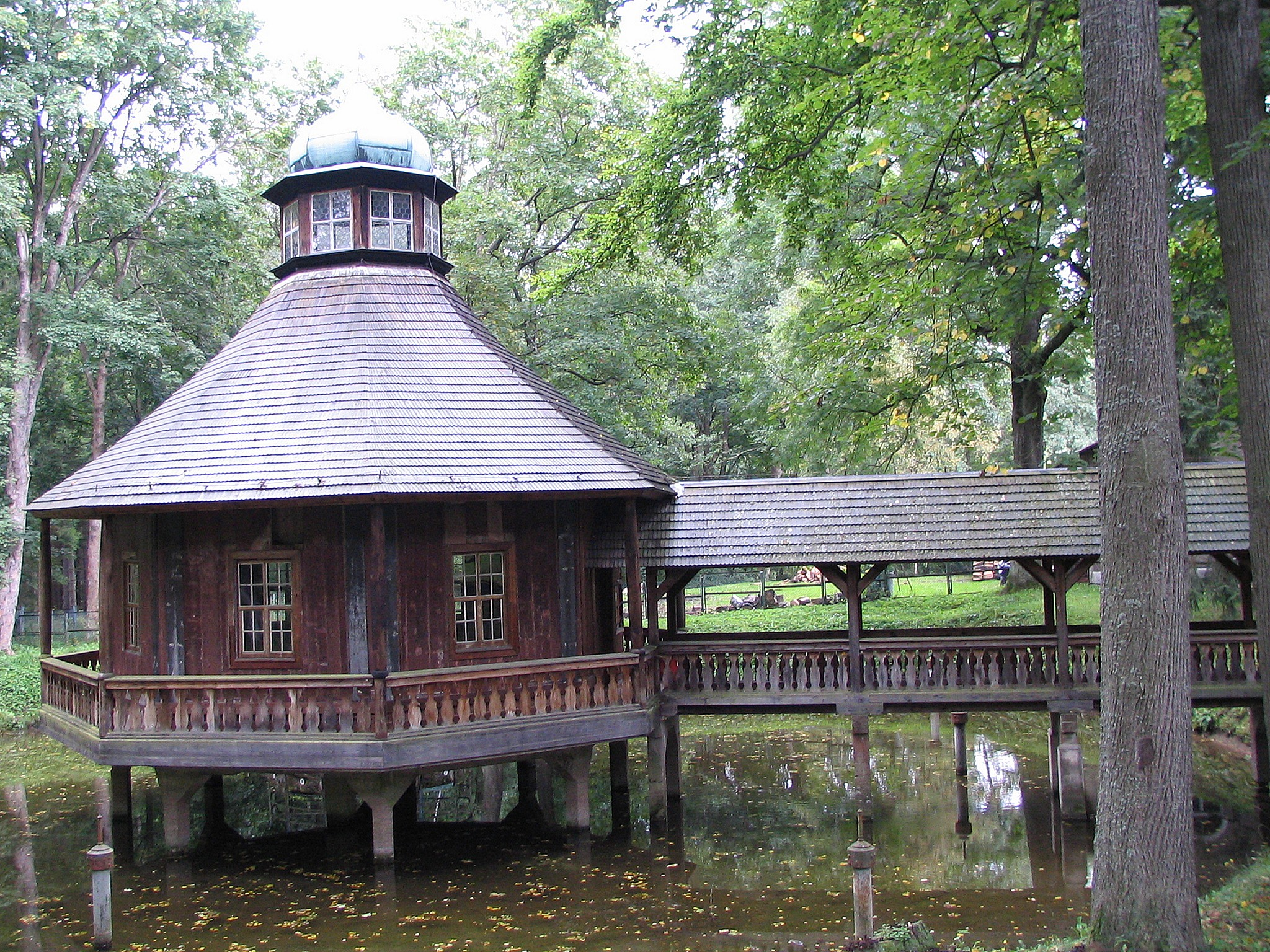
Letni pawilon na wodzie w Betlejem

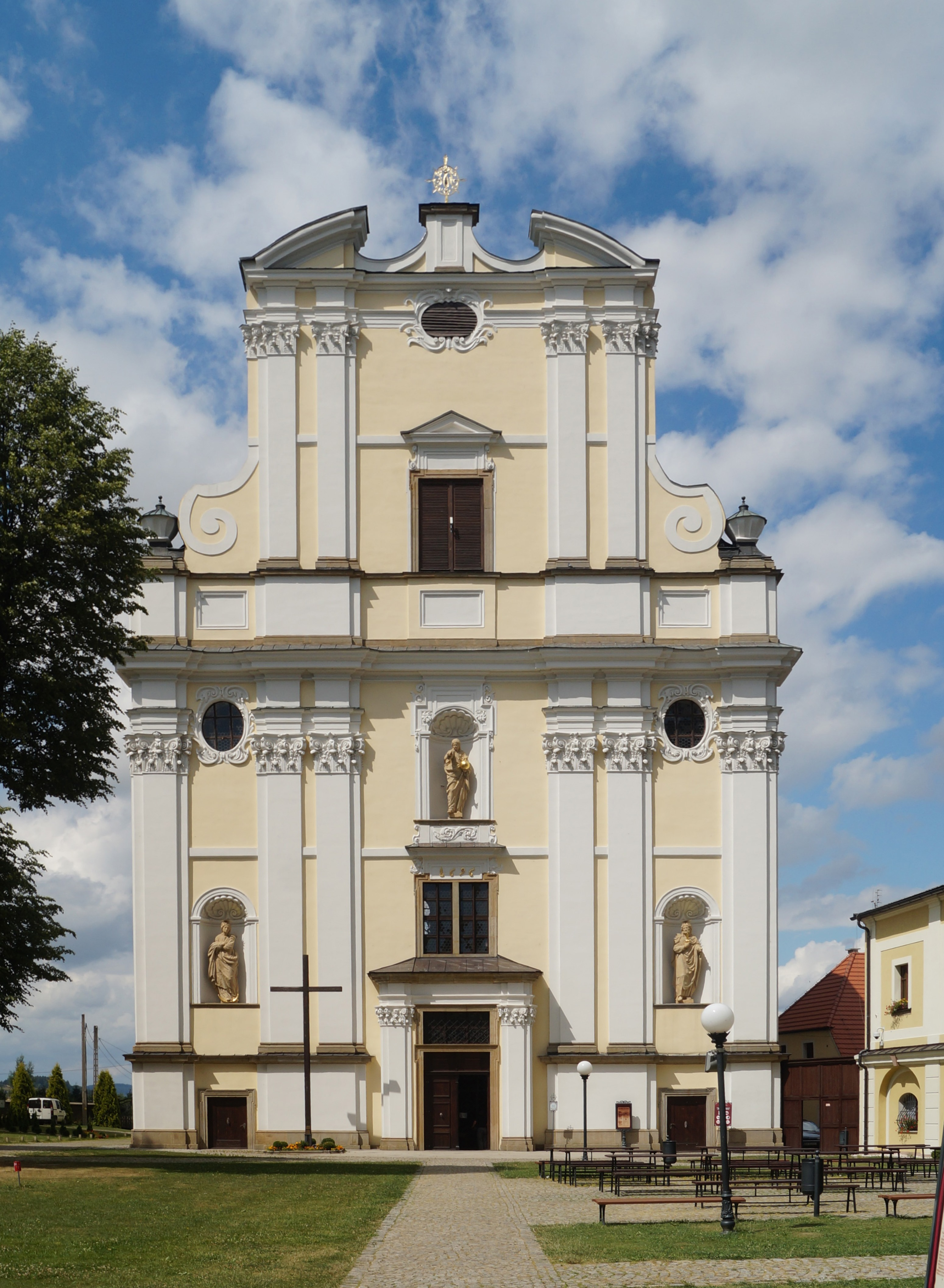
Kościół św. Józefa w Krzeszowie

W 1660 r. opatem Krzeszowa został Bernard Rosa, dotychczasowy przeor w Henrykowie, co zapoczątkowało złoty okres w dziejach opactwa. Niedługo po swojej elekcji udał się do Włoch, gdzie narodziła się w jego umyśle idea przekształcenia Krzeszowa w Nową Jerozolimę. Swoją koncepcję skonsultował z wieloletnim przyjacielem, mistykiem i poetą Janem Schefflerem, znanym jako Angelus Silesius. W wyniku tej współpracy oraz zaangażowania najwybitniejszego malarza śląskiego baroku, Michaela Leopolda Willmanna, powstała grupa osób poświęconych odnowieniu duchowego życia Krzeszowa.
Dzięki ich staraniom dokonano licznych zmian architektonicznych i organizacyjnych. Przebudowano kościół klasztorny, nadając jego fasadzie nowy, bogaty wystrój rzeźbiarski. W latach 1674–1680 powstała krzeszowska kalwaria, kaplica w Betlejem, kościół św. Anny na wzgórzu. W 1690 r. rozwijał się kult Figurki Emmanuela, sprofanowanej w Kłodzku przez ewangelików, którą w tym samym roku sprowadzono do Krzeszowa. Powstały także liczne inne budowle, w tym kaplica św. Wawrzyńca na Śnieżce. Pod wpływem włoskiej podróży m.in. do Loreto, opat zainicjował w 1676 r. budowę kaplicy loretańskiej w kościele klasztornym.
W 1680 r. utworzono przeorat w Wierzbnej. W 1686 r. Bernard Rosa założył Bractwo św. Anny.
Opat darzył szczególną czcią św. Józefa, co znalazło odzwierciedlenie w jego działalności. W 1669 r. założył bractwo poświęcone temu świętemu oraz powołał do życia szkołę łacińską, w której mogło kształcić się 70 ubogich, lecz uzdolnionych uczniów z włości opactwa. Ich edukację finansował klasztor. W kolejnych latach dla bractwa wzniesiono dwa kościoły pod wezwaniem św. Józefa – w Chełmsku Śląskim (1670–1680) oraz w Starych Bogaczowicach (1685–1689). Największym dziełem opata Bernarda Rosy była budowa kościoła św. Józefa, który powstał w latach 1690–1696 na miejscu średniowiecznej świątyni św. Andrzeja. Kościół został poświęcony w maju 1696 r., jednak zaledwie kilka miesięcy później, we wrześniu tego samego roku, opat Rosa zmarł.
Przez cały okres swojej obecności w Krzeszowie, cystersi podejmowali działalność duszpasterską:

Było to
bardzo ważne w okresie, kiedy mocno stopniały szeregi kleru
diecezjalnego. W 1724 r. obsługiwali 10, a w 1750 r. wszystkie
parafie swoich majątków: dwie miejskie i 10 wiejskich (38 wiosek), pracowało w nich wtedy 16 zakonników. Jest to znamienne dla cystersów, gdy doda się, że w 1750 r. 17 różnych zakonów prowadziło duszpasterstwo w 80 parafiach diecezji wrocławskiej, 44 z nich obsługiwali właśnie cystersi. Zniesienie lub
ograniczenie egzempcji zakonnej w 1666 r. umożliwiło zintegrowanie tych parafii ze strukturami diecezjalnymi, otwarło
choćby dostęp wizytatorowi biskupiemu. Praca w parafii nie
była zgodna z powołaniem zakonu, sprowokowała ją wyższa
konieczność. Tym powodowany opat Bernard Rosa opracował w 1677 r. Statuta parochorum, nakazujące m.in. braciom
na parafiach częste odwiedzanie klasztoru i składanie kwartalnych sprawozdań.

Następcą opata Bernarda Rosy został Dominik Geyer, który przyczynił się do ogromnego rozkwitu gospodarczego opactwa. Jego wielką pasją była ekonomia, którą skutecznie uporządkował i rozwijał na podległych sobie terenach. Dzięki jego staraniom klasztor osiągnął stabilność finansową i stał się jednym z najbogatszych ośrodków cysterskich na Śląsku.
W 1698 r. opat Geyer wzniósł kaplicę św. Anny w Lubawce, a w 1703 r. rozbudował kaplicę w Chełmsku Śląskim. W latach 1703–1721 krzeszowska Kalwaria uzyskała swoją ostateczną, kamienną formę – wcześniejsze kaplice były drewniane lub wzniesione w konstrukcji szachulcowej. W latach 1720–1722 przebudowano kościół Czternastu Wspomożycieli w Ulanowicach.

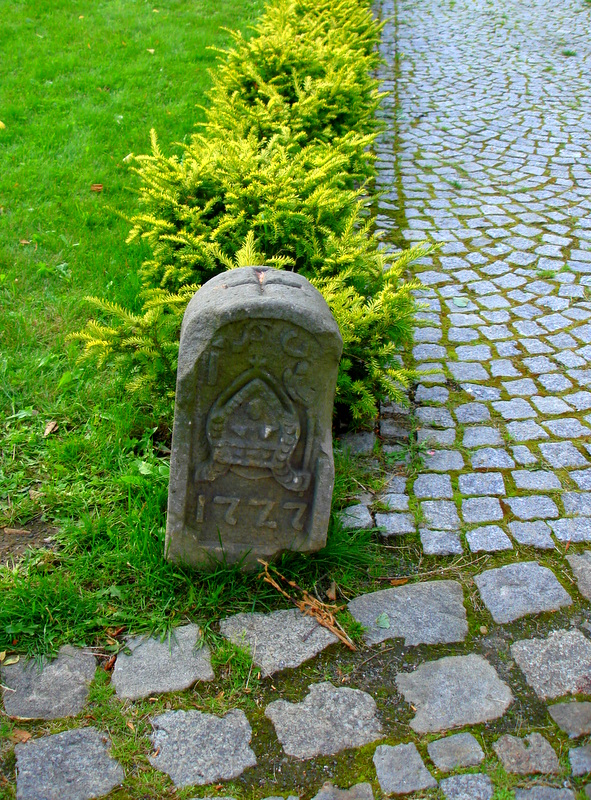
Kamień graniczny opactwa

Największy rozwój i bogactwo opactwo osiągnęło w XVIII w. W 1703 r. cystersi stali się właścicielami zamku w Bolkowie, a w kolejnych latach znacznie powiększyli swoje posiadłości. Za rządów opata Innocentego Fritscha doszło do generalnej przebudowy całego kompleksu klasztornego, w wyniku której powstał najwspanialszy barokowy zespół klasztorny w Sudetach. Na początku swoich rządów Fritsch uporządkował również sprawy klasztornych majątków ziemskich, czego widocznym do dziś śladem są licznie rozsiane po Kotlinie Krzeszowskiej kamienie graniczne. Wszystkie wykonano według tego samego wzorca: w płytkiej wnęce umieszczono infułę i pastorał – symbole władzy opackiej, u góry litery I A G – monogram Innocentego Fritscha (Innocentius Abbas Grissoviensis), a u dołu datę 1727 r. Wraz z klasztorem rozwijały się należące do niego wsie, a sam Krzeszów stał się ważnym ośrodkiem administracyjnym oraz centrum tkactwa chałupniczego.

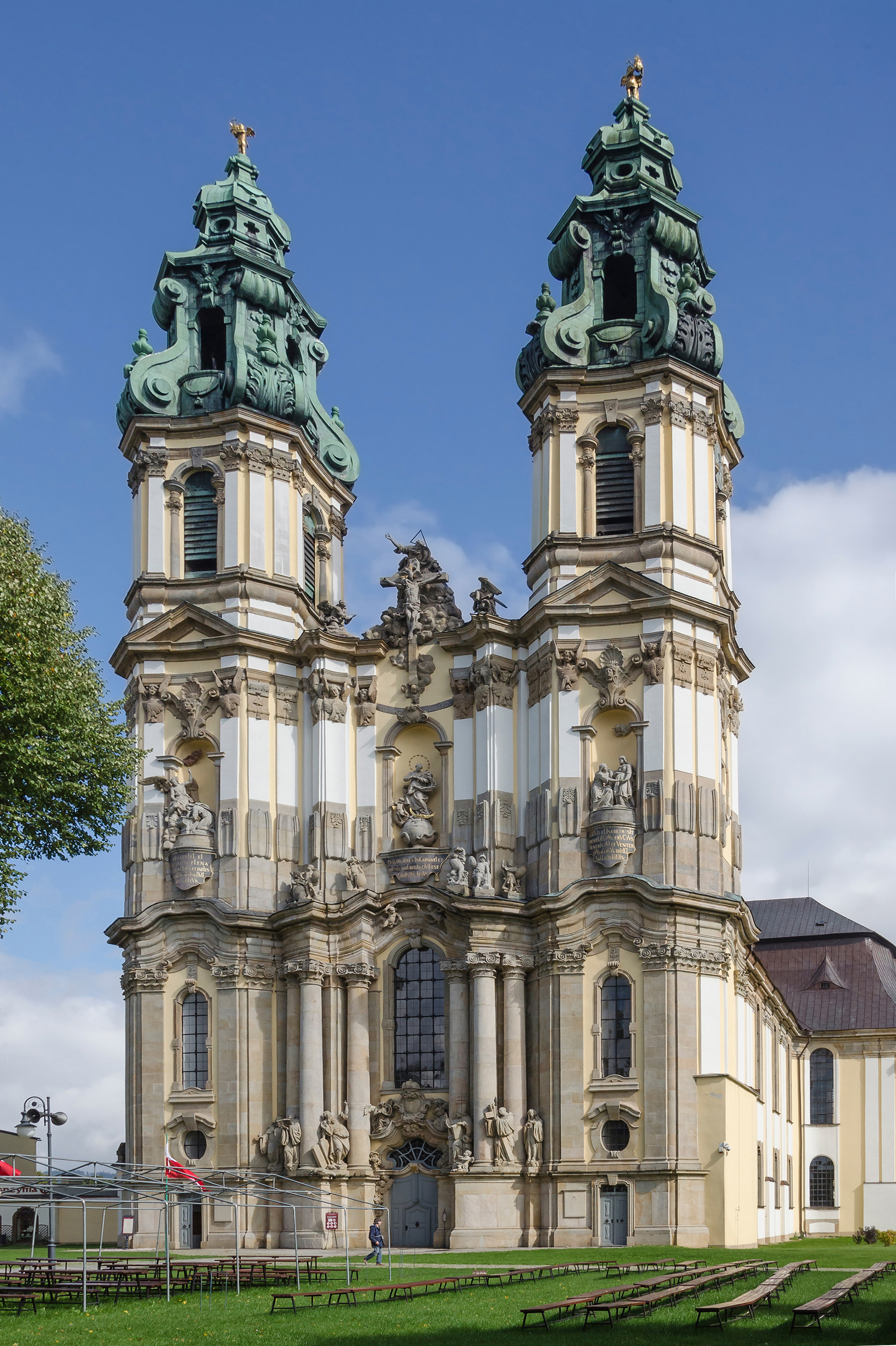
Bazylika pw. Wniebowzięcia NMP w Krzeszowie

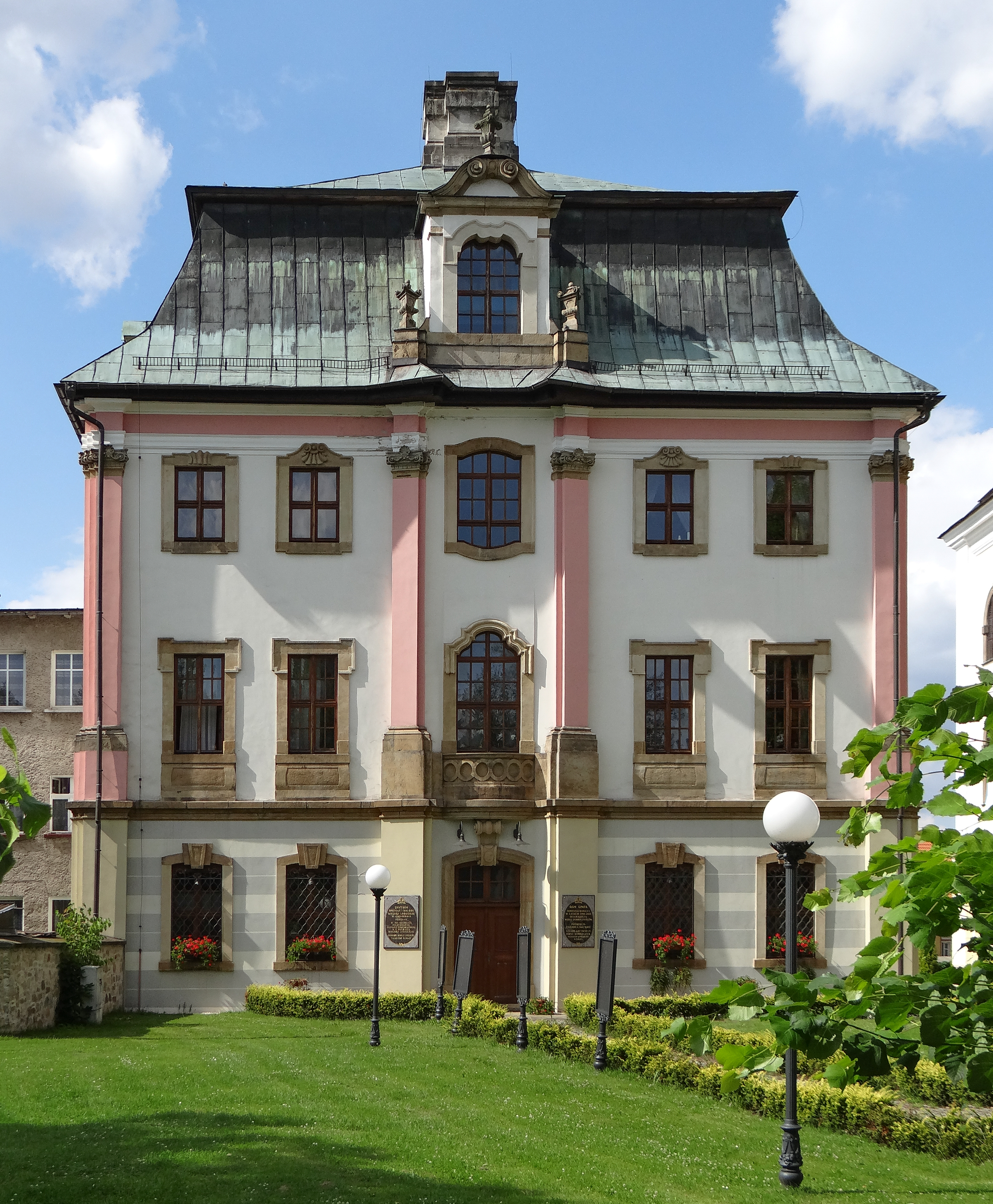
Dom opata

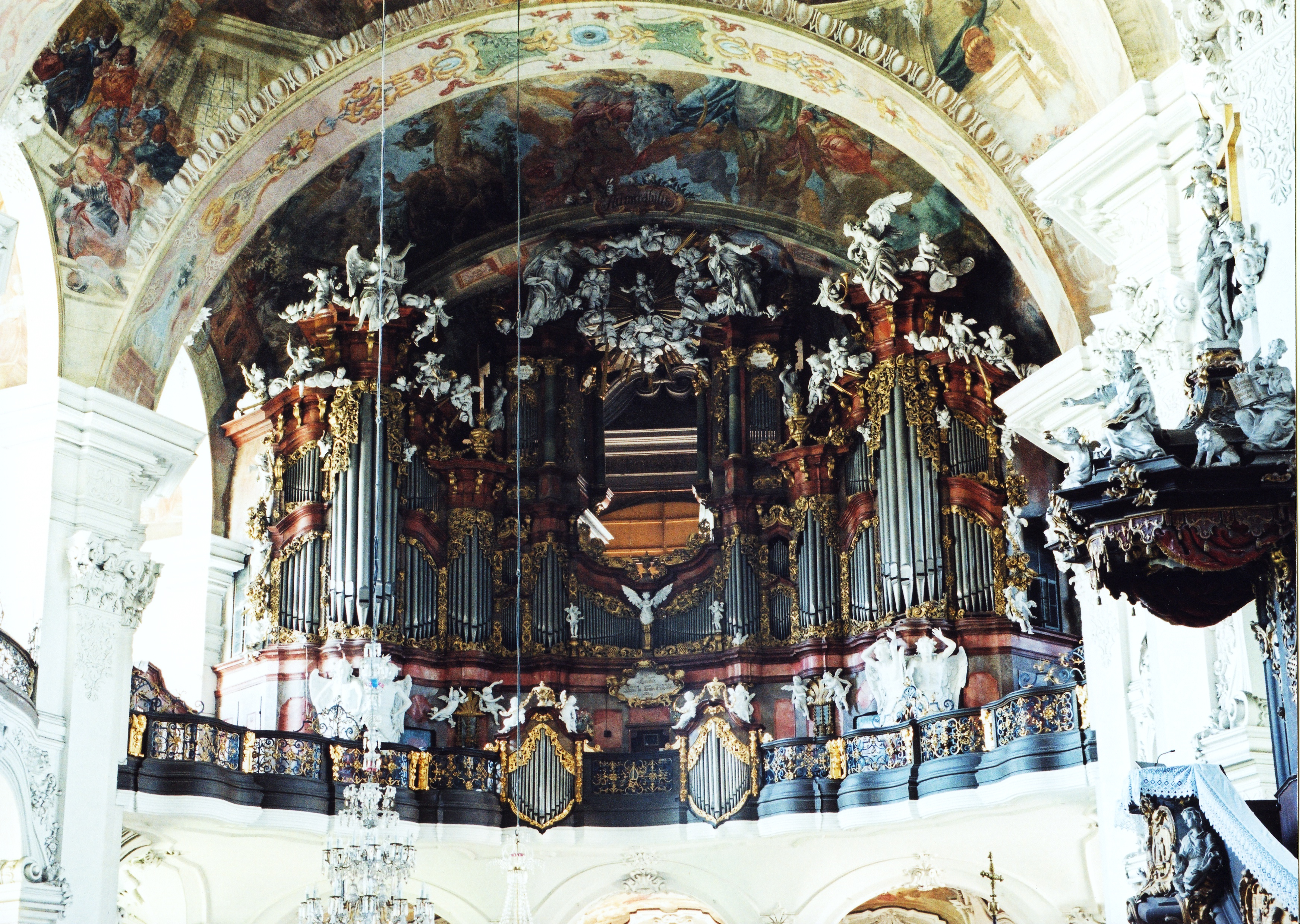
Organy

W 1727 r. opat Fritsch, z uwagi na zły stan techniczny starego kościoła, podjął decyzję o jego rozbiórce i wzniesieniu nowej świątyni w stylu barokowym, zgodnie z duchem epoki. Budowę nowego kościoła rozpoczęto w 1728 r. i trwała ona do 1735 r. 6 marca 1728 r. uroczyście położono kamień węgielny pod budowę świątyni. Przy realizacji tego monumentalnego przedsięwzięcia pracowali specjaliści z całego Śląska, Czech, Austrii i Moraw. Kroniki klasztorne wspominają o 41 murarzach, 12 kamieniarzach i 10 rzeźbiarzach zaangażowanych w pracę.
W 1731 r. zakończył się pierwszy etap budowy. Ukończono stan surowy i przystąpiono do wystroju oraz wyposażenia wnętrza. Dekoracja rzeźbiarska była dziełem głównie Ferdynanda Maksymiliana Brokoffa z Pragi, ówcześnie najwybitniejszego rzeźbiarza w Europie, oraz jego ucznia Antoniego Dorasila. W latach 1733–1735 Jerzy Wilhelm Neunhertz realizował cykl fresków. Piotr Jan Brandl namalował wielki obraz do ołtarza głównego. U wrocławskiego ludwisarza Jana Jakuba Krumpferta zamówiono odlew największego dzwonu, który nazwano Emmanuel. 30 maja 1734 r. został uroczyście poświęcony, a 1 czerwca wciągnięto go na wieżę północną.
Obecny barokowy kościół projektowali architekci z kręgu Kiliana Ignaca Dientzenhofera, a fasadę o dwóch wieżach zaprojektował Ferdynand Maksymilian Brokoff.
W 1732 r. rozpoczęto budowę organów w Krzeszowie, które ukończono w 1737 r. Ich twórcą był Michał Engler Młodszy. W 1734 r. wybudowano dom gościnny. W lipcu 1735 r. biskup wrocławski, kardynał Filip Ludwik Sinzendorf, dokonał poświęcenia nowego kościoła. W 1738 r. obok południowej wieży położono kamień węgielny pod budowę klasztoru, a dwa lata później ukończono fundamenty. W 1740 r., korzystając z trudności przy przejęciu tronu przez cesarzową Marię Teresę, Prusy zagarnęły Śląsk, rozpoczynając tym samym wojny śląskie. W ich wyniku opactwo krzeszowskie, wraz z większością Śląska, przeszło pod władzę pruską.
W 1741 r., oddział pruskich wojsk, liczący 800 żołnierzy, przez pół roku kwaterował w opactwie. Aneksja Śląska przez Prusy w 1741 r. miała poważne konsekwencje dla organizacji i gospodarki opactwa, które zostały poważnie osłabione. W latach 1787–1797 aż 80% dochodów Krzeszowa przeznaczono na podatki. Kościół klasztorny został przemianowany na parafialny. Ze względu na zły stan gotyckiej części klauzury podjęto decyzję o jej częściowej rozbiórce, a pozostałe skrzydło przeznaczono na szkołę i mieszkania. Dom gościnny stał się siedzibą nadleśnictwa.
W 1740 r. opat Benedykt zmuszony był do emigracji do Czech. W trakcie tej wyprawy zabrał ze sobą ikonę Matki Bożej Łaskawej, która miała dla opactwa szczególne znaczenie duchowe. Opat powrócił na Śląsk po zawarciu pokoju wrocławskiego, 11 czerwca 1742 r. Dla konwentu groźniejszy w skutkach mógł się okazać dekret królewski z 1746 r. zakazujący przyjmowania kandydatów do zakonu bez zgody króla.
W 1758 r. Śląsk, w tym Krzeszów, nawiedziła epidemia tyfusu, która pochłonęła życie wielu mieszkańców, w tym rzemieślników, artystów oraz części zakonników. 31 sierpnia 1790 r. opactwo zwiedzał Johann Wolfgang von Goethe. W dniach 5–7 sierpnia 1800 r. gościł w Krzeszowie John Quincy Adams, późniejszy prezydent Stanów Zjednoczonych.
W 1810 r., w celu ratowania skarbu państwa nadszarpniętego wojnami napoleońskimi, rząd pruski zdecydował się m.in. na sekularyzację dóbr kościelnych. W ramach tych działań 30 października król Prus, Fryderyk Wilhelm III, nakazał kasatę śląskich klasztorów i zarządził sekularyzację opactwa, którego cały majątek przeszedł pod kontrolę państwa. Ostatecznie konwent został rozwiązany 23 listopada 1810 r.
W chwili sekularyzacji majątek opactwa składał się z 42 wsi i 2 miast, z ludnością wynoszącą około 30 tysięcy osób. W klasztorze mieszkało wówczas 48 zakonników. Kościół klasztorny przekształcono w parafialny, a jego proboszczem został ostatni, czterdziesty siódmy opat krzeszowskiego konwentu. Zarówno zabudowania poklasztorne, jak i znajdujące się w nich dzieła sztuki uległy znacznemu zniszczeniu i zagrabieniu. Proces niszczenia został zahamowany dopiero po osiedleniu się tutaj benedyktynów w 1919 r.

### 1810–1919

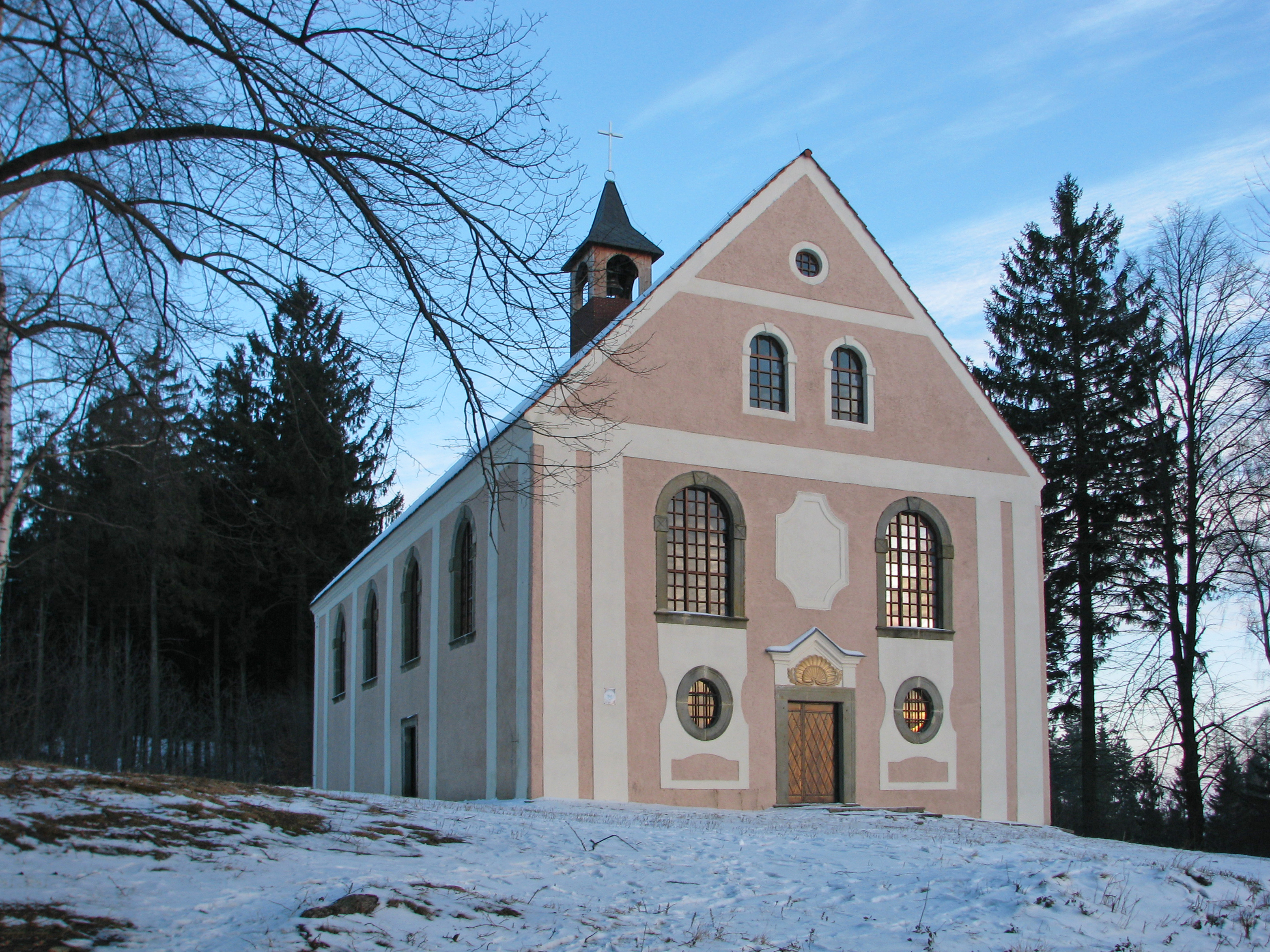
Kaplica św. Anny na Górze Świętej Anny

XIX w. charakteryzował się tragicznym pogarszaniem się stanu krzeszowskich zabytków. W momencie kasaty Prusacy zerwali miedziany dach mauzoleum Piastów, zastępując go polepą glinianą. Nie mogąc zagospodarować skrzydeł zachodniego i południowego klasztoru, barokizowanych za czasów opata Rosy, a zawierających w sobie gotyckie pozostałości, zdecydowano w 1873 r. na wysadzenie tych budynków w powietrze. 4 sierpnia 1884 r. spłonął kościół św. Anny. 22 października 1913 r. na wieży północnej kościoła opackiego wybuchł pożar, który strawił jej hełm. Odbudowę rozpoczęto dopiero 3 sierpnia 1930 r. 12 lipca 1931 r. ukończono rekonstrukcję.

### Benedyktyni (1919–1946)
W 1919 r. do Krzeszowa przybyli niemieccy benedyktyni z opactwa Emaus w Pradze. Zostali zmuszeni do opuszczenia Czechosłowacji, ponieważ ich proniemieckie nastawienie sprawiło, że stali się niemile widziani w nowo powstałym państwie. Wśród nich był Nikolaus von Lutterotti, który poświęcił się badaniom i opracowaniu historii klasztoru oraz osób z nim związanych.
W 1924 r. papież Pius XI podniósł krzeszowski konwent do rangi opactwa, co znacząco zwiększyło jego prestiż i rangę jako ośrodka odnowy duchowej. Wspólnota liczyła wówczas 20 ojców i 11 braci. Benedyktyni aktywnie zaangażowali się w reformę liturgii zakonnej – propagowali chorał gregoriański, organizowali kursy liturgiczne i teologiczne. W tym okresie zakon prowadził również szeroko zakrojone prace konserwatorskie zarówno w kościele, jak i w klasztorze. W 1935 r. ufundowano siedem nowych dzwonów, które wzbogaciły dźwiękowy pejzaż opactwa i stały się symbolicznym zwieńczeniem rozwoju wspólnoty w Krzeszowie.
30 sierpnia 1940 r. władze III Rzeszy zajęły główne skrzydło klasztoru, a 3 września tego samego roku zarekwirowano pozostałe zabudowania. W budynkach klasztornych utworzono Volksdeutsche Mittelstelle – placówkę zajmującą się organizacją powrotu etnicznych Niemców do Rzeszy. Większość benedyktynów została wówczas zmuszona do opuszczenia klasztoru.
W kolejnych latach obiekt pełnił różne funkcje. Jeszcze w 1940 r. urządzono w nim tymczasowy ośrodek pobytu dla Niemców karpackich przesiedlonych z Bukowiny. W 1941 r. klasztor stał się obozem przejściowym dla Żydów, którzy następnie byli deportowani do obozów koncentracyjnych.
Zimą 1944–1945 przyjęto tu niemieckich przesiedleńców z Węgier. Od 1943 r. klasztor pełnił funkcję składnicy zbiorów muzealnych ewakuowanych z zagrożonych nalotami miast. Przewieziono tu między innymi część najcenniejszych zbiorów Pruskiej Biblioteki Państwowej z Berlina. Pod koniec wojny ukryto tu także duże archiwalia z Wrocławia oraz kolejne zasoby Biblioteki Pruskiej. Po wojnie ocalałe zbiory zostały przejęte przez polskie władze i zdeponowane w Bibliotece Jagiellońskiej.
W 1946 r. benedyktyni opuścili klasztor i przenieśli się do Wimpfen am Neckar. W tym samym roku na ich miejsce przybyły benedyktynki ze Lwowa. Po wojnie stan techniczny klasztoru stopniowo się pogarszał, co prowadziło do wieloletnich remontów, które nie przynosiły trwałej poprawy. Kompleksowy remont całego zespołu przeprowadzono dopiero po 1997 r.

### Po 1946
Po II wojnie światowej duszpasterstwo w Krzeszowie przejęli polscy księża. Administrator Apostolski Śląska powierzył opiekę nad krzeszowską parafią benedyktynom z Tyńca w latach 1946–1960. W kolejnych latach, od 1960 do 1970 r., sprawowali ją księża diecezjalni, a w latach 1970–2006 odpowiedzialność za parafię przejęli cystersi z opactwa w Wąchocku. Od 2006 r. duszpasterstwo w Krzeszowie prowadzą ponownie księża diecezjalni.
W 1992 r. Krzeszów stał się głównym sanktuarium nowopowstającej diecezji legnickiej, na czele której stanął bp Tadeusz Rybak. Dzięki jego staraniom, 2 czerwca 1997 r. papież Jan Paweł II dokonał koronacji ikony Matki Bożej Łaskawej w Legnicy. W 1998 r. kościół pw. Wniebowzięcia NMP został podniesiony do godności bazyliki mniejszej. W 2004 r. opactwo zostało uznane za Pomnik Historii.

## Architektura
Początkowo w obecnym miejscu istniał gotycki klasztor, który został przebudowany w XVII w. Pierwszy etap tej przebudowy rozpoczął się w 1662 r. Kolejna faza modernizacji miała miejsce po wybudowaniu nowego kościoła klasztornego. Około 1770 r. opat zlecił architektowi Johannowi Georgowi Fellerowi przygotowanie planów nowego założenia klasztornego. W pierwszej kolejności, w latach 1774–1782, wzniesiono skrzydło południowe. Z ambitnej koncepcji monumentalnego zespołu klasztornego udało się zrealizować jedynie jedno, trzykondygnacyjne skrzydło.
Zespół klasztorny, pierwotnie zaplanowany na cztery skrzydła wokół dwóch dziedzińców, miał przyjąć kształt litery „G”, z reprezentacyjnym skrzydłem zachodnim posiadającym 23 osie okienne i niemal 70-metrowy belweder. Ostatecznie zrealizowano tylko skrzydło południowe, a prace budowlane przerwały wojny śląskie. Po nich opat Placyd zdecydował się na uproszczenie projektu, co doprowadziło do budowy skrzydła łączącego nowy gmach klasztorny z dawnym gotyckim założeniem. Prace zakończyły się w latach 1788–1792, a całość projektu została wstrzymana po kasacie zakonu w 1810 r.

## Opaci cysterscy
1. Teodoryk 1292–1298[60]
2. Henryk I 1298–1303[61]
3. Mikołaj I 1303–1310[62]
4. Wilhelm 1310–1312[63]
5. Henryk II Camerarius 1312–1332
6. Mikołaj II 1332–1352
7. Hellwig, 1352–1357[64]
8. Henryk III von Probsthain 1357–1359[65]
9. Mikołaj III Kestner 1360–1374
10. Henryk IV von Probsthain[66] 1374–1383
11. Jan I Karaluch 1383–1387[67]
12. Piotr I Appenrode, z Jauer 1387–1394
13. Mikołaj IV von Liegnitz 1395–1399[68]
14. Henryk V 1399–1401
15. Mikołaj V Goldberg 1401–1429
16. Paweł Körnichen 1429–1431[69]
17. Michał I 1431–1436
18. Jan II 1436–1440
19. Michał II 1440–1460[70]
20. Mikołaj VI von Liebau 1460–1490
21. Jan III von Hayn 1490–1506
22. Tomasz Koch 1506–1516
23. Franciszek Büthner 1517–1533
24. Michał III Lorenz 1533–1542
25. Jan IV Ilgner-Walowitz 1542–1544
26. Jan V Kellner 1544–1554
27. Benedykt I Bartsch 1554–1556
28. Antoni Neukirch 1556–1558
29. Jan VI Tharlan (Cressavicus)[71] 1558–1567
30. Kacper I Hauser 1567–1571
31. Krzysztof Scholtz 1571–1574
32. Mikołaj VII Ruperti[72] 1574–1576
33. Kacper II Ebert 1576–1609
34. Jerzy I Henning 1609–1611
35. Tomasz Haller 1611–1616
36. Marcin Clavei 1616–1620
37. Jerzy II Henning 1621–1622
38. Adam Wolfgang 1622–1632
39. Walenty Rüling 1632–1653
40. Andrzej Michaelis 1653–1660
41. Bernard Rosa 1660–1696
42. Dominicus Geyer 1696–1726
43. Innocenty Fritsch 1727–1734
44. Benedykt II Seidel 1734–1763
45. Malachiasz Schönwiese 1763–1767
46. Placyd Mundfering 1768–1787
47. Piotr II Keilich 1787–1797[73]
48. Jan VII Langer 1797–1800
49. Ildefons Reuschel 1800–1810[74][75]

## Galeria

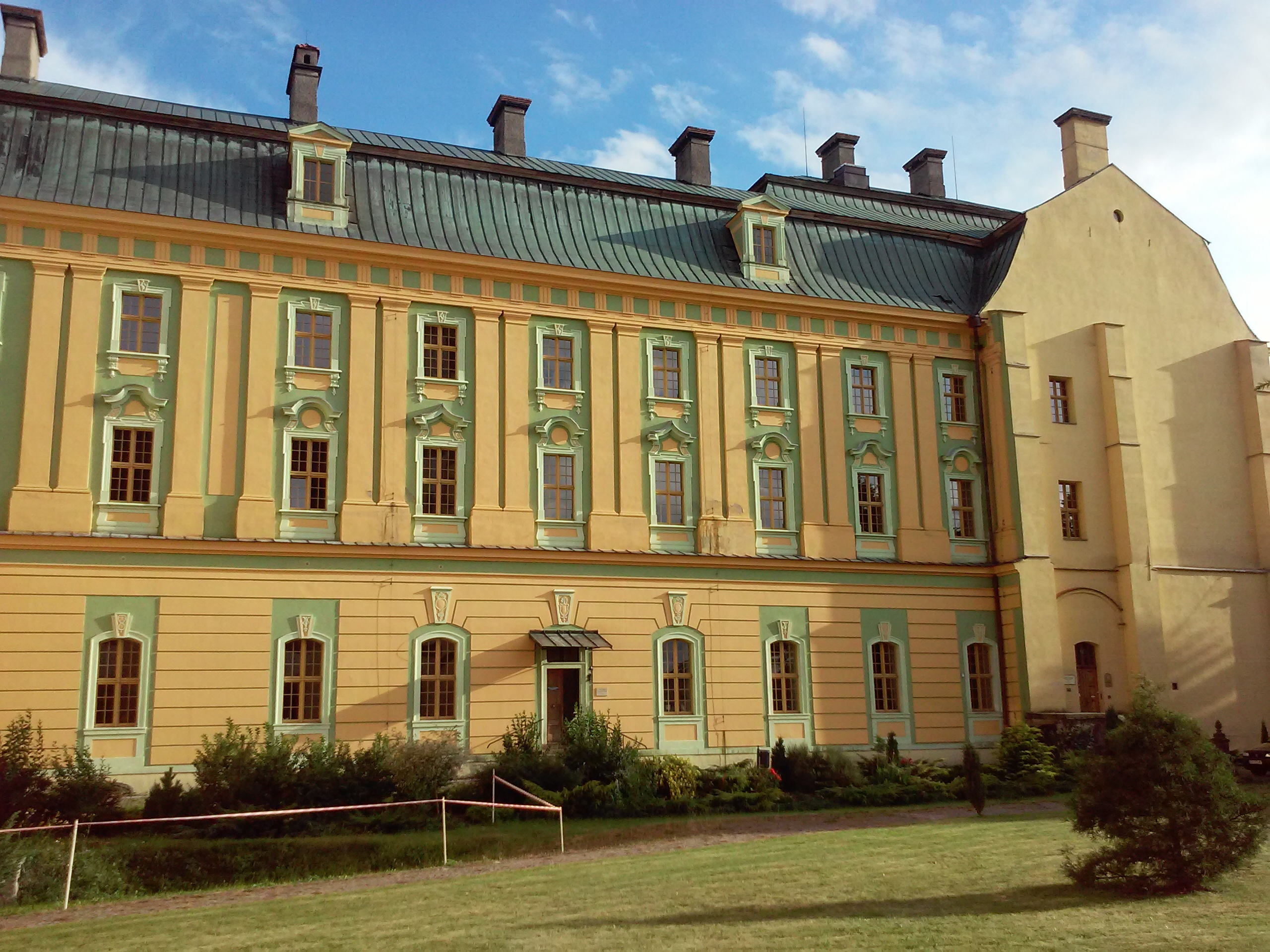
Budynek klasztorny
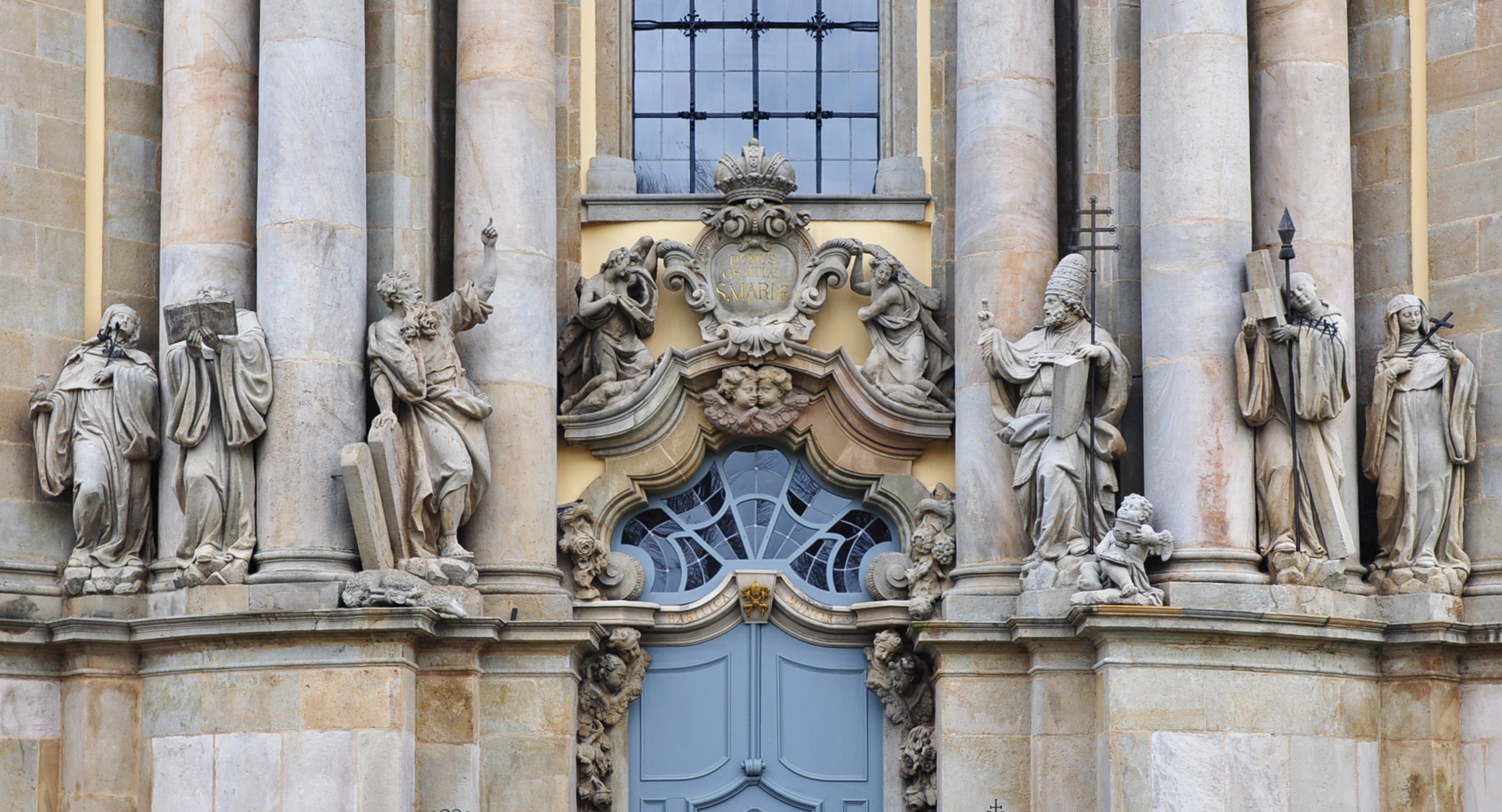
Rzeźby na fasadzie
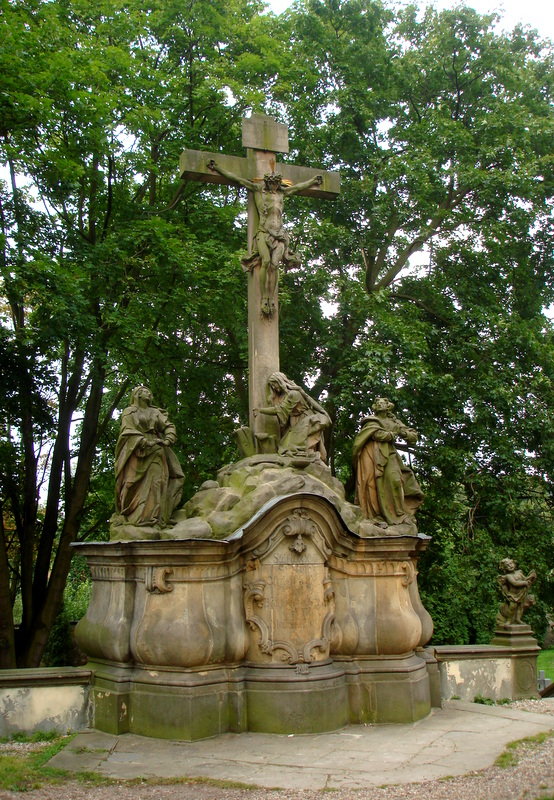
Cmentarz klasztorny
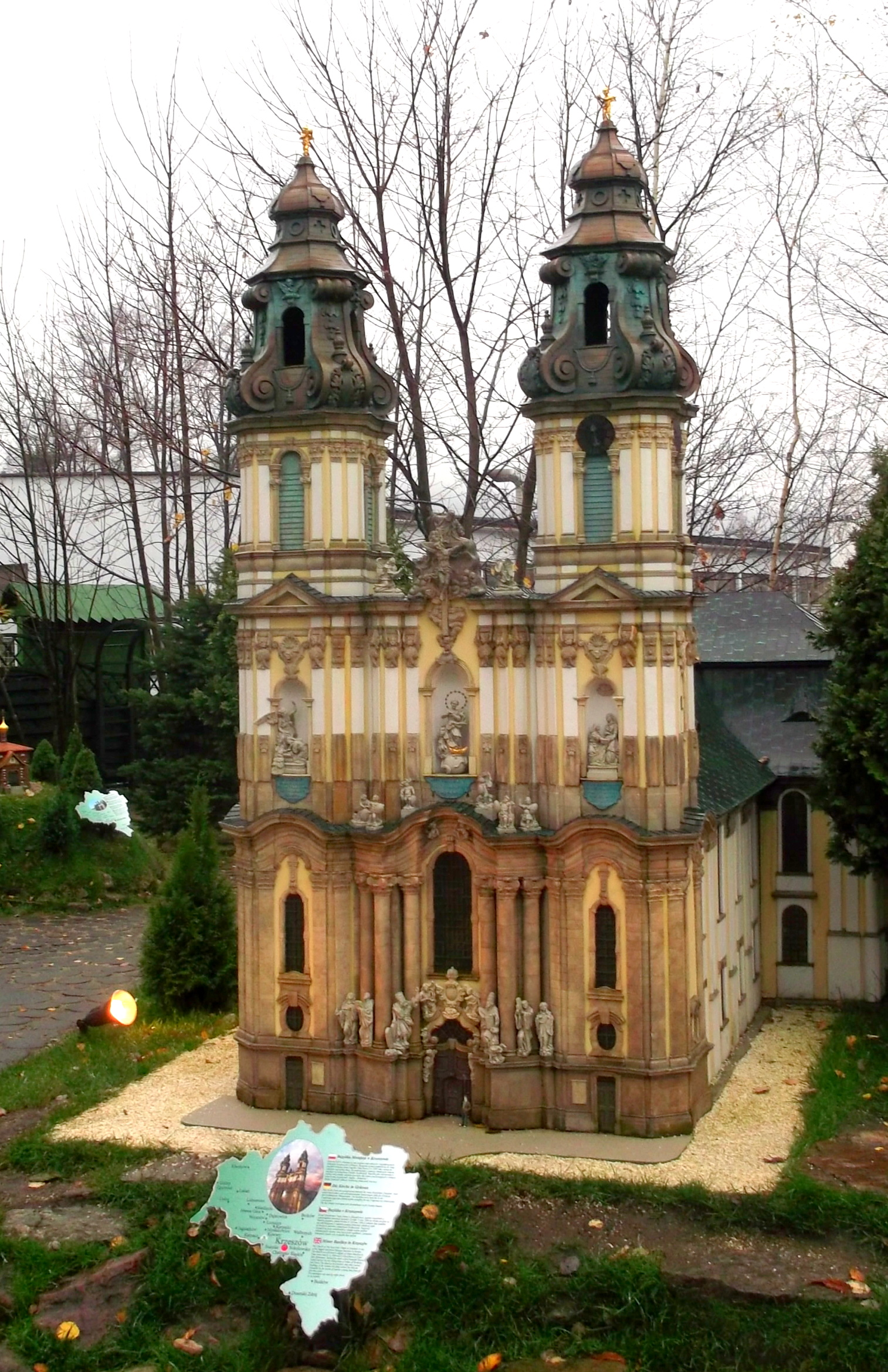
Bazylika w parku miniatur w Kowarach